# Morti nel 1867
| Questa pagina contiene informazioni ricavate automaticamente dalle voci biografiche con l'ausilio del template Bio e di un bot. L'aggiornamento è periodico e automatico e ricostruisce completamente la pagina. Se manca una persona in questa lista, sei pregato di non aggiungerla, ma accertati piuttosto che la sua voce biografica contenga il template Bio e che i dati anagrafici siano correttamente compilati. Se il template Bio manca, inseriscilo tu stesso o, in alternativa, metti l'avviso {{tmp\|Bio}} che ne segnala la mancanza. Se i dati riportati sono sbagliati, correggi direttamente la voce biografica; le modifiche saranno visibili in questa lista entro pochi giorni. Per chiarimenti vedi il progetto biografie. La lista contiene solo le 289 persone che sono citate nell'enciclopedia e per le quali è stato implementato correttamente il template Bio. Pagina aggiornata al 18 ago 2025. |

## Gennaio(16)
- 2 gennaio - Giuseppe Marzolo, organaro e inventore italiano (n. 1821)
- 7 gennaio - Dominik Gmür, politico e militare svizzero (n. 1800)
- 7 gennaio - Johann Jakob Trog, politico svizzero (n. 1807)
- 11 gennaio - Giuseppe Molteni, pittore, restauratore e museologo italiano (n. 1800)
- 12 gennaio - Georg Merz, ottico tedesco (n. 1793)
- 12 gennaio - Marguerite-Joséphine Weimer, attrice teatrale francese (n. 1787)
- 13 gennaio - Antonio Maria Cagiano de Azevedo, cardinale e vescovo cattolico italiano (n. 1797)
- 14 gennaio - Victor Cousin, filosofo francese (n. 1792)
- 14 gennaio - Jean-Auguste-Dominique Ingres, pittore francese (n. 1780)
- 15 gennaio - Alberto Parolini, botanico italiano (n. 1788)
- 16 gennaio - Brownlow Cecil, II marchese di Exeter, nobile e politico inglese (n. 1795)
- 17 gennaio - Clément Villecourt, cardinale e vescovo cattolico francese (n. 1787)
- 18 gennaio - Hermann Askan Demme, medico tedesco (n. 1802)
- 26 gennaio - Sarah Fane, nobildonna inglese (n. 1785)
- 30 gennaio - Friedrich Kohlrausch, storico e pedagogista tedesco (n. 1780)
- 30 gennaio - Kōmei, imperatore giapponese (n. 1831)

## Febbraio(17)
- 2 febbraio - Théogène François Page, ammiraglio francese (n. 1807)
- 3 febbraio - Maximilian zu Wied-Neuwied, naturalista e etnologo tedesco (n. 1782)
- 4 febbraio - Janko Čajak, poeta e pastore protestante slovacco (n. 1830)
- 6 febbraio - Alessandro Manfredi Luserna d'Angrogna, generale italiano (n. 1800)
- 7 febbraio - José Eduvigis Díaz, generale paraguaiano (n. 1833)
- 9 febbraio - Filippo De Filippi, zoologo, medico e viaggiatore italiano (n. 1814)
- 14 febbraio - Cesare Agostino Sajeva, vescovo cattolico italiano (n. 1794)
- 14 febbraio - Eugen Wratislaw von Mitrowitz, generale austriaco (n. 1786)
- 19 febbraio - Stefano d'Asburgo-Lorena, austriaco (n. 1817)
- 20 febbraio - Cesare Cutolo, compositore australiano (n. 1826)
- 21 febbraio - Henry Bryant, medico e naturalista statunitense (n. 1820)
- 22 febbraio - Louis Hippolyte Hupé, paleontologo e naturalista francese (n. 1819)
- 23 febbraio - Pietro Zorutti, poeta italiano (n. 1792)
- 24 febbraio - Carlo Pezzani, avvocato e politico italiano (n. 1801)
- 25 febbraio - Giuseppe Elena, incisore italiano (n. 1801)
- 27 febbraio - Gustavo Corridi, imprenditore italiano (n. 1812)
- 28 febbraio - Jacques Raymond Brascassat, pittore francese (n. 1804)

## Marzo(18)
- 5 marzo - Louis Boulanger, pittore, litografo e illustratore francese (n. 1806)
- 6 marzo - Peter von Cornelius, pittore tedesco (n. 1783)
- 6 marzo - József Hild, architetto ungherese (n. 1789)
- 9 marzo - Sofia di Sassonia, principessa tedesca (n. 1845)
- 11 marzo - Luisa Sofia di Danneskiold-Samsøe, nobildonna danese (n. 1796)
- 13 marzo - Luisa Carolina d'Assia-Kassel, nobildonna (n. 1789)
- 13 marzo - Alessio Olivieri, direttore di banda e compositore italiano (n. 1830)
- 15 marzo - Giuseppe Maccari, poeta italiano (n. 1840)
- 17 marzo - Armand d'Artois, drammaturgo e librettista francese (n. 1788)
- 20 marzo - Fernando de la Puente y Primo de Rivera, cardinale e arcivescovo cattolico spagnolo (n. 1808)
- 23 marzo - Ferdinando Giorgetti, compositore e violinista italiano (n. 1796)
- 25 marzo - Francesco Gera, medico e agronomo italiano (n. 1803)
- 25 marzo - Jakob Ignaz Hittorff, architetto e archeologo francese (n. 1792)
- 25 marzo - Friedlieb Ferdinand Runge, chimico tedesco (n. 1794)
- 27 marzo - Giuseppe Ciani, presbitero e storico italiano (n. 1793)
- 27 marzo - Prideaux John Selby, ornitologo, botanico e artista inglese (n. 1788)
- 30 marzo - Giovanni Rossi, presbitero e scrittore italiano (n. 1785)
- 31 marzo - Louis Adolphe Bonard, ammiraglio francese (n. 1805)

## Aprile(20)
- 1º aprile - Stefano Gallina, magistrato e politico italiano (n. 1802)
- 2 aprile - Emilia di Schwarzburg-Sondershausen, principessa tedesca (n. 1800)
- 5 aprile - Atanasio Canata, religioso, letterato e educatore italiano (n. 1811)
- 8 aprile - Dimitrios Kallergis, generale e politico greco (n. 1803)
- 8 aprile - Emil Adolf Rossmässler, naturalista e politico tedesco (n. 1806)
- 12 aprile - Charles Coquerel, medico e entomologo francese (n. 1822)
- 12 aprile - David Canabarro, generale brasiliano (n. 1796)
- 13 aprile - Jan Ksawery Kaniewski, pittore polacco (n. 1805)
- 13 aprile - Scubilione Rousseau, religioso francese (n. 1797)
- 17 aprile - Bartolomeo Panizza, anatomista, oculista e zoologo italiano (n. 1785)
- 18 aprile - Robert Smirke, architetto inglese (n. 1780)
- 19 aprile - Antoine Joseph Jobert de Lamballe, chirurgo francese (n. 1799)
- 21 aprile - Jessie Mann, fotografa scozzese (n. 1805)
- 22 aprile - Aleksandr Dmitrievič Petrov, scacchista, scrittore e compositore di scacchi russo (n. 1794)
- 22 aprile - Benjamin Valz, astronomo francese (n. 1787)
- 25 aprile - Jacopo De Foretti, vescovo cattolico italiano (n. 1783)
- 27 aprile - Benjamin Hall, I barone di Llanover, politico e ingegnere britannico (n. 1802)
- 27 aprile - Kwaku Dua I Panyin, re (n. 1797)
- 27 aprile - Carlo Poerio, patriota, avvocato e politico italiano (n. 1803)
- 29 aprile - Achilles Bischoff, politico e dirigente d'azienda svizzero (n. 1795)

## Maggio(18)
- 1º maggio - Luigi Giannone, patriota italiano (n. 1772)
- 2 maggio - Giuseppe Gaggini, scultore italiano (n. 1791)
- 3 maggio - Fanny Tacchinardi, soprano italiano (n. 1812)
- 6 maggio - Johann Kaspar Aiblinger, compositore e direttore d'orchestra tedesco (n. 1779)
- 9 maggio - Jacques Joseph Champollion-Figeac, archeologo e storico francese (n. 1778)
- 11 maggio - Giuseppe Consul, impresario teatrale e mecenate italiano
- 11 maggio - Francesco Prudente, politico italiano (n. 1804)
- 14 maggio - Joseph Toussaint Reinaud, storico e orientalista francese (n. 1795)
- 17 maggio - Julius Leopold Eduard Avé-Lallemant, botanico e entomologo tedesco (n. 1803)
- 19 maggio - Romualdo Tecco, diplomatico italiano (n. 1802)
- 22 maggio - Edward Hawkins, numismatico, antiquario e banchiere britannico (n. 1780)
- 23 maggio - Archibald Alison, storico scozzese (n. 1792)
- 25 maggio - Ramón Castilla, politico e militare peruviano (n. 1797)
- 26 maggio - Norman J. Hall, militare statunitense (n. 1837)
- 27 maggio - Thomas Bulfinch, scrittore statunitense (n. 1796)
- 29 maggio - Giuseppe Arnulfo, politico italiano (n. 1798)
- 30 maggio - Francesco Verasis Asinari, nobile, politico e militare italiano (n. 1826)
- 31 maggio - Théophile-Jules Pelouze, chimico francese (n. 1807)

## Giugno(21)
- 1º giugno - Karl Georg Christian von Staudt, matematico tedesco (n. 1798)
- 6 giugno - Matilde d'Asburgo-Teschen, principessa austriaca (n. 1849)
- 7 giugno - Louis-Michel Morris, generale francese (n. 1803)
- 7 giugno - Angelo Paggi, ebraista italiano (n. 1789)
- 7 giugno - Ettore de Sonnaz, nobile, generale e politico italiano (n. 1787)
- 12 giugno - Pascual Echagüe, militare e politico argentino (n. 1797)
- 12 giugno - Louis-Hippolyte Lebas, architetto francese (n. 1782)
- 13 giugno - Jean Civiale, chirurgo francese (n. 1792)
- 16 giugno - Giuseppe Basile, medico e patriota italiano (n. 1830)
- 18 giugno - Gaetano Baccani, architetto italiano (n. 1792)
- 19 giugno - Henry Dodge, politico e militare statunitense (n. 1782)
- 19 giugno - Massimiliano I del Messico, imperatore austriaco (n. 1832)
- 19 giugno - Tomás Mejía, militare messicano (n. 1820)
- 19 giugno - Miguel Miramón, generale e politico messicano (n. 1832)
- 21 giugno - Diego José Benavente, politico cileno (n. 1790)
- 23 giugno - Francesco Alliata-Campiglia, politico italiano (n. 1806)
- 23 giugno - Christian Georg Theodor Ruete, oculista tedesco (n. 1810)
- 23 giugno - Armand Trousseau, medico francese (n. 1801)
- 26 giugno - Massimiliano Antonio di Thurn und Taxis, nobile tedesco (n. 1831)
- 27 giugno - William John Hamilton, geologo e archeologo inglese (n. 1805)
- 28 giugno - Federico Günther di Schwarzburg-Rudolstadt, nobile (n. 1793)

## Luglio(16)
- 3 luglio - Domingo Elías, politico peruviano (n. 1805)
- 5 luglio - Carl Johan Anderson, viaggiatore svedese (n. 1828)
- 5 luglio - Francesc Daniel Molina i Casamajó, architetto spagnolo (n. 1812)
- 7 luglio - François Ponsard, drammaturgo francese (n. 1814)
- 11 luglio - Enrico LXVII di Reuss-Gera, nobile tedesco (n. 1789)
- 13 luglio - Carlo Bernardo Mosca, ingegnere, architetto e politico italiano (n. 1792)
- 16 luglio - Lorenzo Sforza Cesarini, politico italiano (n. 1807)
- 17 luglio - Kikukawa Eizan, pittore giapponese (n. 1787)
- 17 luglio - Liborio Romano, politico italiano (n. 1793)
- 18 luglio - Charles Triébert, oboista francese (n. 1810)
- 20 luglio - Mirko Petrović-Njegoš, militare, diplomatico e poeta montenegrino (n. 1820)
- 21 luglio - Antonio Barezzi, mecenate italiano (n. 1787)
- 26 luglio - Ottone di Grecia, principe tedesco (n. 1815)
- 31 luglio - James Ambrose Cutting, fotografo statunitense (n. 1814)
- 31 luglio - Élisabeth Eppinger, religiosa francese (n. 1814)
- 31 luglio - Catharine Sedgwick, scrittrice statunitense (n. 1780)

## Agosto(29)
- 3 agosto - August Boeckh, grecista e filologo classico tedesco (n. 1785)
- 3 agosto - Faustin Soulouque, politico haitiano (n. 1782)
- 4 agosto - Phan Thanh Giản, vietnamita (n. 1796)
- 5 agosto - John C. Bennett, medico statunitense (n. 1804)
- 5 agosto - Vincenzo Navarro, poeta italiano (n. 1800)
- 7 agosto - Ira Aldridge, attore teatrale statunitense (n. 1807)
- 7 agosto - Benedetto D'Acquisto, arcivescovo cattolico, teologo e filosofo italiano (n. 1790)
- 8 agosto - Maria Teresa d'Asburgo-Teschen, nobile austriaca (n. 1816)
- 9 agosto - Francesco Cuzzetti, avvocato e politico italiano (n. 1812)
- 10 agosto - Carlo Milanesi, paleografo, archivista e letterato italiano (n. 1816)
- 10 agosto - Ruggero Pascoli, italiano (n. 1815)
- 11 agosto - Lodovico Altieri, cardinale italiano (n. 1805)
- 11 agosto - Salvatore Murena, magistrato e politico italiano (n. 1805)
- 14 agosto - Nicola Benvenuti, organista e compositore italiano (n. 1783)
- 14 agosto - Giuseppe Marchesi, architetto italiano (n. 1778)
- 16 agosto - Anna Tyszkiewicz, scrittrice e nobile polacca (n. 1776)
- 19 agosto - Paolo Barbotti, pittore italiano (n. 1821)
- 21 agosto - Juan N. Álvarez, generale e politico messicano (n. 1790)
- 21 agosto - Tito Checchi, militare e scrittore italiano (n. 1849)
- 22 agosto - George Percy, V duca di Northumberland, politico britannico (n. 1778)
- 24 agosto - Michele Barozzi, funzionario italiano (n. 1795)
- 24 agosto - Thomas Brown, politico statunitense (n. 1785)
- 24 agosto - Alfred-Armand-Louis-Marie Velpeau, anatomista e chirurgo francese (n. 1795)
- 25 agosto - Michael Faraday, fisico, chimico e divulgatore scientifico britannico (n. 1791)
- 25 agosto - Pierre-Flavien Turgeon, arcivescovo cattolico canadese (n. 1787)
- 27 agosto - Ignazio Gardella senior, architetto italiano (n. 1803)
- 30 agosto - Felice Bisazza, poeta e italianista italiano (n. 1809)
- 30 agosto - Giuseppe Brida di Lessolo, politico italiano (n. 1820)
- 31 agosto - Charles Baudelaire, poeta, scrittore e critico letterario francese (n. 1821)

## Settembre(20)
- 1º settembre - Cornelia Rossi Martinetti, nobile italiana (n. 1771)
- 2 settembre - Vincenzo Niutta, magistrato e giurista italiano (n. 1802)
- 4 settembre - Pierre Alain Boudousquié, politico francese (n. 1791)
- 4 settembre - Giovanni Battista Piatti, ingegnere italiano (n. 1813)
- 5 settembre - Guglielmo d'Assia-Kassel, nobile (n. 1787)
- 7 settembre - Henriette Méric-Lalande, soprano francese (n. 1798)
- 9 settembre - Ignazio Trombotto, politico italiano (n. 1815)
- 10 settembre - Simon Sechter, organista, compositore e direttore d'orchestra austriaco (n. 1788)
- 14 settembre - Gaetano Magnolfi, imprenditore e filantropo italiano (n. 1786)
- 16 settembre - Cesare Paravicini, patriota e politico italiano (n. 1810)
- 20 settembre - Pasquale Calvi, politico e magistrato italiano (n. 1794)
- 20 settembre - Ignazio Prinetti, politico italiano (n. 1814)
- 20 settembre - Luigi Silvestrelli, politico italiano (n. 1827)
- 21 settembre - Bernardo Quaranta, archeologo e epigrafista italiano (n. 1796)
- 23 settembre - Jacob Gijsbertus Samuël van Breda, biologo e docente olandese (n. 1788)
- 23 settembre - Michael O'Laughlen, criminale statunitense (n. 1840)
- 25 settembre - Giuseppe Natoli, politico e patriota italiano (n. 1815)
- 26 settembre - James Ferguson, astronomo e ingegnere statunitense (n. 1797)
- 29 settembre - Sterling Price, avvocato, politico e generale statunitense (n. 1809)
- 30 settembre - Michelangelo Lanci, orientalista italiano (n. 1779)

## Ottobre(33)
- 3 ottobre - Elias Howe, inventore statunitense (n. 1819)
- 3 ottobre - Jacopo Sanvitale, letterato, scienziato e politico italiano (n. 1785)
- 3 ottobre - Bernard Seurre, scultore francese (n. 1795)
- 4 ottobre - Francesco Saverio Seelos, presbitero tedesco (n. 1819)
- 5 ottobre - Achille Fould, politico e banchiere francese (n. 1800)
- 6 ottobre - Leonardo Andervolti, patriota italiano (n. 1805)
- 8 ottobre - Michele Giuliani, chitarrista, compositore e insegnante italiano (n. 1801)
- 8 ottobre - Mohammad Afzal Khan, emiro afghano (n. 1815)
- 8 ottobre - Giovanni Martinengo di Villagana, politico italiano (n. 1807)
- 9 ottobre - Cesáreo Domínguez, militare argentino (n. 1808)
- 9 ottobre - Carlo Filangieri, principe di Satriano, generale e politico italiano (n. 1784)
- 9 ottobre - Abraham Mapu, romanziere lituano (n. 1808)
- 9 ottobre - Georgi Rakovskij, giornalista, poeta e rivoluzionario bulgaro (n. 1821)
- 10 ottobre - Julius Mosen, poeta, scrittore e drammaturgo tedesco (n. 1803)
- 11 ottobre - Natalicio Talavera, giornalista e poeta paraguaiano (n. 1839)
- 14 ottobre - Charles de Livry, drammaturgo francese (n. 1802)
- 15 ottobre - Solomon Judah Loeb Rapoport, rabbino austriaco (n. 1786)
- 18 ottobre - Ferdinand Langlé, drammaturgo e giornalista francese (n. 1798)
- 18 ottobre - Christiaan Julius Lodewijk Portman, pittore e fotografo olandese (n. 1799)
- 20 ottobre - Sarah Ann Glover, educatrice inglese (n. 1785)
- 21 ottobre - George Wilkins Kendall, scrittore e giornalista statunitense (n. 1809)
- 22 ottobre - Timoléon Chapperon, politico francese (n. 1808)
- 22 ottobre - Auguste Millon, chimico, agronomo e farmacista francese (n. 1812)
- 23 ottobre - Franz Bopp, filologo, linguista e orientalista tedesco (n. 1791)
- 23 ottobre - Enrico Cairoli, patriota italiano (n. 1840)
- 24 ottobre - Willoughby Weiss, basso e compositore inglese (n. 1820)
- 25 ottobre - Francesco Arquati, patriota italiano (n. 1810)
- 25 ottobre - Giovanni Bovi Campeggi, patriota italiano (n. 1839)
- 25 ottobre - Giuditta Tavani Arquati, patriota italiana (n. 1830)
- 26 ottobre - Raffaele De Benedetto, patriota italiano (n. 1833)
- 26 ottobre - Andrea Merini, presbitero e politico italiano (n. 1799)
- 30 ottobre - Filippo Maria Mignanti, abate, storico e religioso italiano (n. 1810)
- 31 ottobre - William Parsons, astronomo irlandese (n. 1800)

## Novembre(23)
- 3 novembre - Achille Cantoni, patriota italiano (n. 1833)
- 3 novembre - Alessandro Carlotti, politico italiano (n. 1809)
- 3 novembre - Pietro Clementini, patriota italiano (n. 1821)
- 3 novembre - Domitila de Castro, nobildonna brasiliana (n. 1797)
- 3 novembre - Segundo Ruiz Belvis, politico portoricano (n. 1829)
- 3 novembre - Francesco Vigo Pelizzari, patriota e militare italiano (n. 1836)
- 4 novembre - Pieter Otto van der Chijs, numismatico olandese (n. 1802)
- 5 novembre - Santiago Derqui, politico argentino (n. 1809)
- 5 novembre - Leopoldo O'Donnell, politico, generale e nobile spagnolo (n. 1809)
- 7 novembre - Oronzo Gabriele Costa, zoologo e entomologo italiano (n. 1787)
- 7 novembre - Giovan Battista Mazzoni, imprenditore e politico italiano (n. 1789)
- 7 novembre - Roberto Giovanni F. Roberti, cardinale italiano (n. 1788)
- 8 novembre - Luigi Cossa, incisore e medaglista italiano (n. 1789)
- 8 novembre - Rosa Donato, rivoluzionaria italiana (n. 1808)
- 10 novembre - Joseph Achten, pittore austriaco (n. 1822)
- 10 novembre - Francesco Boffo, architetto svizzero (n. 1796)
- 11 novembre - Pietro Riva, avvocato e politico italiano (n. 1809)
- 12 novembre - Charles Frédéric Dubois, naturalista belga (n. 1804)
- 14 novembre - Jacques Charles Brunet, bibliografo francese (n. 1780)
- 19 novembre - Filarete, religioso russo (n. 1782)
- 19 novembre - Giacinto de' Sivo, scrittore, storico e drammaturgo italiano (n. 1814)
- 25 novembre - Karl Ferdinand Sohn, pittore e docente tedesco (n. 1805)
- 26 novembre - Gaetano Arcieri, scrittore e poeta italiano (n. 1794)

## Dicembre(31)
- 2 dicembre - Giuseppe Bofondi, cardinale italiano (n. 1795)
- 2 dicembre - Emilio Boni, scultore e pittore italiano (n. 1844)
- 4 dicembre - Giovanni Gnifetti, alpinista e presbitero italiano (n. 1801)
- 4 dicembre - Constance Nantier-Didiée, mezzosoprano francese (n. 1831)
- 4 dicembre - Sophie Rude, pittrice francese (n. 1797)
- 4 dicembre - Engelbert Sterckx, cardinale e arcivescovo cattolico belga (n. 1792)
- 6 dicembre - Modesto Contratto, vescovo cattolico italiano (n. 1798)
- 6 dicembre - Marie-Jean-Pierre Flourens, fisiologo francese (n. 1794)
- 6 dicembre - Giovanni Pacini, compositore italiano (n. 1796)
- 9 dicembre - Johann Nikolaus von Dreyse, inventore e ingegnere tedesco (n. 1787)
- 10 dicembre - Sakamoto Ryōma, samurai giapponese (n. 1836)
- 12 dicembre - Antonio Novasconi, vescovo cattolico e politico italiano (n. 1798)
- 13 dicembre - Artur Grottger, pittore e grafico polacco (n. 1837)
- 13 dicembre - Luigi Lechi, letterato e politico italiano (n. 1786)
- 15 dicembre - Honoré Théodoric d'Albert di Luynes, numismatico, archeologo e filantropo francese (n. 1802)
- 17 dicembre - Jean-Antoine Gal, religioso, storico e archeologo italiano (n. 1795)
- 17 dicembre - Carl Heinrich Bipontinus Schultz, botanico e medico tedesco (n. 1805)
- 19 dicembre - Johann Georg Kastner, compositore francese (n. 1810)
- 19 dicembre - Giuseppe Ugolini, cardinale italiano (n. 1783)
- 21 dicembre - Karl Friedrich Schimper, botanico e poeta tedesco (n. 1803)
- 22 dicembre - Jean Victor Poncelet, matematico e ingegnere francese (n. 1788)
- 22 dicembre - Théodore Rousseau, pittore francese (n. 1812)
- 23 dicembre - Angelo Maria Cantoni, militare italiano (n. 1829)
- 23 dicembre - Elizaveta Petrovna Konovnicyna, nobildonna russa (n. 1802)
- 23 dicembre - Pierre Lorillard III, imprenditore statunitense (n. 1796)
- 24 dicembre - José Mariano Salas, generale e politico messicano (n. 1797)
- 25 dicembre - Antonie Adamberger, attrice teatrale austriaca (n. 1790)
- 26 dicembre - Albertina di Montenuovo, nobile italiana (n. 1817)
- 27 dicembre - Antoine Claudet, fotografo francese (n. 1797)
- 28 dicembre - Carlo Marochetti, scultore italiano (n. 1806)
- 30 dicembre - Jean Victor Adam, pittore francese (n. 1801)

## Senza giorno specificato(27)
- John Andrew, politico statunitense (n. 1818)
- George Baxter, incisore britannico (n. 1804)
- Giuseppe Bombardini, poeta italiano (n. 1781)
- Luka Botić, scrittore croato (n. 1830)
- William Brinton, fisiologo britannico (n. 1823)
- Charles Farrar Browne, umorista statunitense (n. 1834)
- Giovanni Battista Carletti Giampieri, politico italiano (n. 1806)
- Johann Anton Castell, pittore tedesco (n. 1810)
- Cesare Cobianchi, politico italiano (n. 1811)
- Francesco De Maestri, militare italiano (n. 1826)
- Serafín Estébanez Calderón, poeta spagnolo (n. 1799)
- Benoît Fourneyron, ingegnere francese (n. 1802)
- Raffaele Gentili, compositore italiano (n. 1837)
- Eduard Gerhard, archeologo tedesco (n. 1795)
- Giovanni Battista Benedetti, architetto italiano (n. 1807)
- Tito Gonnella, fisico e matematico italiano (n. 1794)
- Ferdinando Isola, politico italiano (n. 1787)
- Pietro Luzzi, patriota italiano
- Girolamo Maria Marini, librettista italiano (n. 1801)
- Ernesto Melano, architetto e ingegnere italiano (n. 1792)
- Emmanuele Melisurgo, ingegnere italiano (n. 1809)
- Casimiro Perifano, scrittore, poeta e bibliotecario italiano (n. 1800)
- James Pollard, pittore britannico (n. 1792)
- Alexander Smith, poeta scozzese (n. 1830)
- William Snow Harris, fisico britannico (n. 1791)
- Alexandre-Louis-Guillaume Viguier, botanico e medico francese (n. 1790)
- Leopold von Weigl, generale austriaco (n. 1806)